# Labocurtidia tridentata
Labocurtidia tridentata är en insektsart som beskrevs av Nielson 1983. Labocurtidia tridentata ingår i släktet Labocurtidia och familjen dvärgstritar. Inga underarter finns listade i Catalogue of Life.